# اینتر-سیتیز فیرز کاپ
جامِ اینتر-سیتیز فیرز (به انگلیسی: Inter-Cities Fairs Cup) یک سری از مسابقات اروپایی بود که از سال ۱۹۵۵ تا سال ۱۹۷۱ برگزار می‌شد. این جام رسمی محسوب نمیشود.
با وجود کیفیت و جدیت مسابقات، این جام زیر نظر مستقیم یوفا برگزار نمی‌شد. در سال ۱۹۷۱، یوفا عملاً جای آن را با جام یوفا (UEFA Cup) گرفت.
فیفا و یوفا این جام را به عنوان «پیش‌زمینه جام یوفا» می‌شناسند، اما آمار و افتخاراتش را در لیست رسمی مسابقات یوفا حساب نمی‌کنند. جام یوفا در سال ۱۹۷۱ جایگزین این مسابقات شد. باشگاه فوتبال بارسلونا با ۳ قهرمانی و ۱ نایب قهرمانی پرافتخارترین باشگاه این رقابت است.

## قهرمانان و نایب قهرمانان
| باشگاه        | قهرمان | نایب قهرمان | سال های قهرمانی  | سال های نایب قهرمانی |
| ------------- | ------ | ----------- | ---------------- | -------------------- |
| بارسلونا      | ۳      | ۱           | ۱۹۵۸, ۱۹۶۰, ۱۹۶۶ | ۱۹۶۲                 |
| والنسیا       | ۲      | ۱           | ۱۹۶۲, ۱۹۶۳       | ۱۹۶۴                 |
| لیدز یونایتد  | ۲      | ۱           | ۱۹۶۸, ۱۹۷۱       | ۱۹۶۷                 |
| رئال ساراگوسا | ۱      | ۱           | ۱۹۶۴             | ۱۹۶۶                 |
| فرنس‌واروش     | ۱      | ۱           | ۱۹۶۵             | ۱۹۶۸                 |
| دینامو زاگرب  | ۱      | ۱           | ۱۹۶۷             | ۱۹۶۳                 |
| آ.اس. رم      | ۱      | ۰           | ۱۹۶۱             | –                    |
| نیوکاسل       | ۱      | ۰           | ۱۹۶۹             | –                    |
| آرسنال        | ۱      | ۰           | ۱۹۷۰             | –                    |
| بیرمنگام سیتی | ۰      | ۲           | –                | ۱۹۶۰, ۱۹۶۱           |
| یوونتوس       | ۰      | ۲           | –                | ۱۹۶۵, ۱۹۷۱           |
| لندن یازدهم   | ۰      | ۱           | –                | ۱۹۵۸                 |
| اویپشت        | ۰      | ۱           | –                | ۱۹۶۹                 |
| اندرلشت       | ۰      | ۱           | –                | ۱۹۷۰                 |

## رتبه‌بندی بر اساس کشورهای شرکت کننده
| کشور     | قهرمان | نایب قهرمان |
| اسپانیا  | ۶      | ۳           |
| انگلستان | ۴      | ۴           |
| مجارستان | ۱      | ۲           |
| ایتالیا  | ۱      | ۲           |
| یوگسلاوی | ۱      | ۱           |
| بلژیک    | ۰      | ۱           |